# Козаревец (област Стара Загора)
 За другото българско село вижте Козаревец (Област Велико Търново).  
Козаревец е село в Южна България. То се намира в община Стара Загора, област Стара Загора.

## География
Селото се намира в южния край на Чирпанските възвишения, т.е. разположено е на ниски хълмове. Няколко километра по-южно он него започва равната като тепсия низина. В близост до Козаревец не протичат големи реки. Източно от селото, на хълма, са т.нар. Червени камъни, а през долчинката е м. Шейтана. Червените камъни са буквално наименование, тъй като почвата е ерозирала и на повърхността стърчат оголените червени скали от недрата на хълма. що се отнася до м. Шейтана, то името и е красноречиво. Допреди 60 – 70 години от там са се вадели камъни за строеж на селските къщи, от което са останали многобройни дупки. Някои от тях целогодишно са пълни с вода, която се запазва бистра, сякаш е кладенчова. Всичко това е обрасло с храсталаци, върби и трънки. Околността е пълна със змии и всякакъв полски дивеч.
На запад и северозапад, 2 – 3 км от селото се намират две тракийски могили. Местните хора се отнасят с мълчалива почит към тях.
От селото до северозападната могила, което е прекият път до съседното с. Михайлово, всеки може да повърви по стария римски път. На места потънал, на места камъните му може би са извадени, но има цели участъци от него запазени и до днес.
Климатът е мек, зимите са по-меки, а летата са горещи. За жалост, и твърде сухи. До 50-60-те години на миналия век, около селото е имало много извори и кладенци, които вече са пресъхнали.

## История
За историята на с. Козаревец не се знае нищо, но определено може да се каже, че селището е съществувало отдавна, макар и през историческите епохи да е променяло своето местоположение. Категорично е, че на римския път е съществувало поселение, чиито останки и до днес излизат при оран в землището на Козаревец на около 2 км южно от днешното му положение. На мястото са открити много парчета от глинени съдове. По разкази на възрастни хора, на това място през 40-те и 50-те години на 20 век са вадени готови издялани камъни от зидове. С тях са градени част от къщите на сегашното село.
Една легенда разказва, че по турско в българското село, започнали да се заселват турци. Българите постепенно изоставяли къщите си и строели нови кой където имал нивичка. Така цялото село се преместило и българите се отделили от турците. Оттогава нашествениците започнали да наричат селото Козаревец, защото българите се делили като кози от овце. В тази легенда вероятно е да има голяма доза истина, защото на 50 до 100 м на изток от последните къщи се откриват множество парчета от стари „турски“ керемиди. Селото действително е преживяло в не толкова далечно историческо минало някакво преместване в западна посока.

## Личности
- Тодор Семов (1897 – ?), български офицер, полковник

- Иван Карушков (1960-) виден общественик и деец. Най-дълго управлявалият директор на Затвора гр. Стара Загора

## Други
До началото на 40-те години на 20 в. в с. Козаревец не е имало православен храм. Когато е трябвало да се черкуват и по празници, хората запрягали каруците и отивали в съседното село Димитриево, което е на 3 км юг-югозападно. В началото на 40-те селото започнало строеж на своя черква. Бързо я изградили до покрив, закупили и необходимата дограма, която складирали в една плевня наблизо. Времената били смутни, военни. През лятото на 1944 г. е опожарена плевнята с дограмата, а месец след това новата власт дава ясно да се разбере, че работата с черквата е дотук. Но никой не смее да събори изграденото. В средата на 70-те години студентска бригада от София е настанена по къщите на хората. Една сутрин селото се събужда настръхнало срещу буйните младежи. През нощта пияни студенти се покатерват на камбанарията, връзват с въже двуметровия железен кръст и го събарят. При падането си, кръстът срутва половината покрив на черквата. На следващия ден бригадирите са махнати от селото.
И до днес руините на черквата стоят, а опитите да се превърнат я в културен дом, я в читалище, я в нещо друго, са си оставали само приказки и смътни планове.
С началото на комунистическите своеволия се свързват и два други гряха, спрямо народната вяра и традиция. Приблизително по средата между Козаревец и Борово е имало аязмо с малко параклисче над него. Новите властници го взривяват и запълват изворчето с камъните от постройката. Друг взрив разбива на парченца огромната канара-оброчище. Изсечена е и дъбовата горичка, около него.